# 仙王座
仙王座（Cepheus）是北方天空中的一個星座，以希臘神話中埃塞俄比亞國王克甫斯來命名。仙王座是二世紀天文學家托勒密列出的48個星座之一，現代仍然是88個星座之一。
仙王座最亮的恆星是天鉤五。造父一是造父變星的原型，也是這一型變星中最靠近太陽的恆星之一。

## 星座神话
仙王座是依索匹亞国王克甫斯（Cepheus），他也是美女伊奧（Io）的祖先。
在希腊神话中，安德洛墨达（Andromeda）是依索匹亞国王克甫斯和王后卡西歐佩亞（Cassiopeia）的女儿，其母因不斷炫耀自己的美麗而得罪了海神波塞冬之妻安菲特里忒，安菲特里忒要波塞冬替她報仇，波塞冬遂派鲸鱼座蹂躪依索匹亞，克甫斯大駭，請求神諭，神諭揭示解救的唯一方法是獻上安德羅墨达。
她被她的父母用铁索锁在鲸鱼座所代表的海怪经过路上的一块巨石上，后来英雄珀耳修斯剛巧瞥見慘劇，於是立時拿出蛇髮魔女美杜莎之人頭，將鲸鱼座石化，珀耳修斯杀死海怪，救出了她。
當安德羅墨达和珀耳修斯完婚時，克甫斯之兄來搶婚，安德羅墨达和克甫斯均大表反對，一場大戰無可避免，珀耳修斯斬殺無數人員，並以美杜莎之人頭石化多人，威風八面。

## 深空天體
- NGC 188是一個疏散星團，也是距離北天極最近的疏散星團，是已知最古老的疏散星團之一。
- NGC 6946是一個螺旋星系，已觀測到了10顆超新星，比任何其他星系都多，有時被稱為煙火星系[1][2]。
- IC 469是一個螺旋星系，其特徵是橢圓形的緻密核，具有明顯的側臂。
- NGC 7538星雲是迄今為止人類發現最大的原恆星誕生區[3]。
- NGC 7023是一個反射星雲，星等為7.7等，距離地球1,400光年，位於仙王座β和仙王座T附近。
- 洞穴星雲是一個暗淡且非常分散的明亮星雲[4]，位於一個包含發射、反射和暗星雲的大星雲複合體中。
- S5 0014+81是一個耀變體，是可見宇宙光度最強的類星體之一。
- NGC 7822是一個年輕恆星形成複合區域。

## 重要主星
| 西方星名 | 中國星官           | 英文名字             | 英文含意         | 視星等    |
| -------- | ------------------ | -------------------- | ---------------- | --------- |
| 仙王座α  | 天鉤五             | Alderamin            | 右臂             | 2.45      |
| 仙王座β  | 上衛增一           | Alfirk               | 羊群             | 3.23      |
| 仙王座γ  | 少衛增八           | Alrai                | 牧羊人           | 3.21      |
| 仙王座δ  | 造父一             | -                    | -                | 4.07+6.31 |
| 仙王座ε  | 螣蛇九             | -                    | -                | 4.18      |
| 仙王座ζ  | 造父二             | -                    | -                | 3.39      |
| 仙王座η  | 天鉤四             | -                    | -                | 3.41      |
| 仙王座θ  | 天鉤三             | Al Kidr              | 碗               | 4.21      |
| 仙王座ι  | 天鉤八             | Alvahet或Alvahat     | -                | 3.50      |
| 仙王座κ  | 天柱三             | -                    | -                | 4.38      |
| 仙王座λ  | 造父三             | -                    | -                | 5.05      |
| 仙王座μ  | 造父四             | Garnet Star / Erakis | 石榴色之星／舞者 | 4.23      |
| 仙王座ν  | 造父五             | -                    | -                | 4.25      |
| 仙王座ξ1 | 天鉤六             | Kurhah               | 馬額上的標記     | 4.26      |
| 仙王座ξ2 | 天鉤六             | Kurhah               | 馬額上的標記     | 4.26      |
| 仙王座ο  | 天鉤九             | -                    | -                | 4.75v     |
| 仙王座π  | 少衛（紫微左垣七） | -                    | -                | 4.41      |
| 仙王座ρ  | -                  | Al Kalb al Rai       | 牧羊人之狗       | 5.5+5.83  |
| 仙王座4  | 天鉤一             | -                    | -                | 5.59      |
| 仙王座26 | 天鉤七             | -                    | -                | 5.52      |

- 少衛Second Imperial Guard（紫1）
- 天鉤Celestial Hook（危9）
- 造父ZaoFu（危5）
- 螣蛇Flying Serpent（室22）
- 天柱Celestial Pillar（紫5）

## 外部連結
- The Deep Photographic Guide to the Constellations: Cepheus （页面存档备份，存于）
- The clickable Cepheus （页面存档备份，存于）
- Star Tales – Cepheus （页面存档备份，存于）
- Warburg Institute Iconographic Database (ca 160 medieval and early modern images of Cepheus)